# Les Enfoirés
Les Enfoirés (in italiano, letteralmente "i bastardi") è il nome con cui si identificano complessivamente i cantanti e i gruppi che partecipano annualmente ai progetti di beneficenza organizzati dalle associazioni legate alla rete Restos du cœur ("Ristoranti del cuore").

## Storia
Il gruppo è nato nel gennaio 1986 per iniziativa del comico Coluche, fondatore dell'associazione Restos du cœur pochi mesi prima. L'artista ha invitato un certo numero di colleghi e personaggi al fine di creare un progetto univoco. Dopo la morte di Coluche, avvenuta per un incidente di moto nel giugno 1986, la moglie Véronique Colucci ha proseguito nel percorso intrapreso dal marito, diventato poi uno show televisivo che ha riunito circa 40 artisti e celebrità di varia estrazione. I fondi raccolti con i concerti e le registrazioni sono donati all'associazione Restos du cœur.

## Discografia

### Album
| Anno | Album                                    | Posizione raggiunta | Posizione raggiunta | Posizione raggiunta |
| Anno | Album                                    | Francia             | Belgio (Vallonia)   | Svizzera            |
| ---- | ---------------------------------------- | ------------------- | ------------------- | ------------------- |
| 1989 | Tournée d'Enfoirés                       |                     |                     |                     |
| 1992 | La soirée des Enfoirés à L'opéra         |                     |                     |                     |
| 1993 | Les Enfoirés chantent Starmania          |                     |                     |                     |
| 1994 | Les Enfoirés au Grand Rex                |                     |                     |                     |
| 1995 | Les Enfoirés à l'Opéra-Comique           |                     |                     |                     |
| 1996 | La soirée des Enfoirés                   | 3                   |                     |                     |
| 1997 | Le zénith des Enfoirés                   | 6                   | 11                  |                     |
| 1998 | Enfoirés en cœur                         | 2                   |                     |                     |
| 1999 | Dernière édition avant l'an 2000         | 2                   | 6                   | 31                  |
| 2000 | Enfoirés en 2000                         | 1                   | 1                   | 6                   |
| 2001 | 2001: L'odyssée des Enfoirés             | 1                   | 1                   | 2                   |
| 2002 | 2002: Tous dans le même bateau           | 1                   | 1                   | 3                   |
| 2003 | 2003: La foire aux Enfoirés              | 1                   | 1                   | 2                   |
| 2004 | 2004: Les Enfoirés dans l'espace         | 1                   | 1                   | 3                   |
| 2005 | 2005: Le train des Enfoirés              | 1                   | 1                   | 1                   |
| 2006 | 2006: Le village des Enfoirés            | 1                   | 1                   | 1                   |
| 2007 | 2007: La caravane des Enfoirés           | 1                   | 1                   | 2                   |
| 2008 | 2008: Les secrets des Enfoirés           | 1                   | 1                   | 2                   |
| 2009 | 2009: Les Enfoirés font leur cinéma      | 1                   | 1                   | 2                   |
| 2010 | 2010: Les Enfoirés... la crise de nerfs! | 1                   | 1                   | 2                   |
| 2011 | 2011: Dans l'œil des Enfoirés            | 1                   | 1                   | 1                   |
| 2012 | 2012: Le bal des Enfoirés                | 1                   | 1                   | 2                   |
| 2013 | La boîte à musique des Enfoirés          | 1                   | 1                   | 2                   |
| 2014 | Bon anniversaire les Enfoirés            | 1                   | 1                   | 1                   |

Live
| Anno | Album                     | Posizione raggiunta | Posizione raggiunta | Posizione raggiunta |
| Anno | Album                     | Francia             | Belgio (Vallonia)   | Svizzera            |
| ---- | ------------------------- | ------------------- | ------------------- | ------------------- |
| 2000 | Tournée d'Enfoirés        | 61                  |                     |                     |
| 2000 | Les Enfoirés au Grand Rex | 72                  |                     |                     |
| 2000 | À l'opéra comique         | 67                  | 15                  |                     |

Raccolte
| Anno | Album                                                              | Posizione raggiunta | Posizione raggiunta | Posizione raggiunta |
| Anno | Album                                                              | Francia             | Belgio (Vallonia)   | Svizzera            |
| ---- | ------------------------------------------------------------------ | ------------------- | ------------------- | ------------------- |
| 2011 | Le meilleur des Enfoirés - 20 ans                                  | 24                  | 1                   | 4                   |
| 2011 | Le meilleur des Enfoirés - 20 ans / 2011: Dans l'oeil des Enfoirés | 58                  | 68                  |                     |